# Domènec Fita
Domènec Fita i Molat  (Gerona, 10 de agosto de 1927-Gerona., 9 de noviembre de 2020) fue un escultor español. 

## Carrera artística
Se formó en Olot y en la Escuela de Bellas Artes de Sant Jordi en Barcelona. Pasando por diversos estilos y técnicas diversas, desde el figurativo de su etapa inicial hasta la integración en el concepto y expresión abstracta, su obra es esencialmente escultórica, aunque también tiene en cerámica y en pintura.
La Fundación Fita, creada en el año 2000, otorga anualmente un premio internacional de arte digital.

## Obras
- 1953 - Frescos en la Iglesia de Santa Susana de Gerona.
- 1958 - Cristo Yaciente. Catedral de Gerona.
- 1960 - San Juan y San Narciso. Fachada de la Catedral de Gerona.
- 1962 - San Benito. Monasterio de Montserrat. Barcelona.
- 1971 - Monumento a la Sardana. Lloret de Mar (Gerona).
- 1975 - Via Crucis de Montserrat (Barcelona).
- 1985 - Columna de la história. Gerona.
- 1990 - Monumento a los Pescadores. Rosas (Gerona).
- 1997 - Escultura de San Antonio Mª Claret. Sagrada Familia (Barcelona).
- 1999 - Escultura de San Pedro Nolasco. Sagrada Familia (Barcelona).
- 2000-2005 - Sport Hotel Resort & Spa. Soldeu (Andorra).
- 2002 - Escultura del Abad Oliba.Vich (Barcelona).
- 2010 - Pavimento del cancel de la entrada de la fachada de la Pasión, Sagrada Familia (Barcelona).
- 2010 - Los Cuatro Evangelistas, lámparas de vitral, Sagrada Familia (Barcelona).

## Premios
- Medalla de Oro de la Diputación de Gerona (1991)
- Creu de Sant Jordi de la Generalidad de Cataluña (2006).[2]